# 遠鉄スポーツクラブエスポ
遠鉄スポーツクラブエスポ（えんてつスポーツクラブエスポ）は、遠州鉄道が運営するスポーツクラブである。
かつては子会社の遠鉄アシストが運営を行っていたが、2025年4月に遠鉄アシストのスポーツクラブ事業を吸収分割により継承した遠州鉄道（ウェルネス事業部）が運営を行っている
。
2025年5月現在、エスポ浜松（静岡県浜松市中央区）とエスポ袋井（袋井市）の2店舗を展開している。

## 概要
浜松（助信駅前）と袋井の2つの施設があり、浜松は道路を挟んでエスポI、エスポIIという2つの建物がある。
エスポI、エスポIIそれぞれに室内プールがあり、いずれも抜群の透明度があることを売りにしている。エスポIIには3Fにトレーニングジム、2Fにスタジオが2つ、さらに浜松では珍しいスカッシュのコート2面がある。
エスポIではスイミングスクール等を行うほか、エスポキッズという民間学童保育を行っている。
エスポ袋井には室内プール、トレーニングジム、スタジオ2面がある。
エスポは他のスポーツクラブに比べインストラクターの正社員比率が高く、質の高い指導で知られるが、その分料金が高めに設定されている。

## エスポキッズ
2009年7月にエスポIにて民間学童保育「エスポキッズ」をスタート。
レギュラー会員とスポット会員があり、さらにカリキュラムなどを細かく選択することができる。スポーツクラブならではの運動や知育の充実したカリキュラムを売りにしている。
夏休みなどは朝から晩までの預りサービスがある。

## 沿革
- 1991年3月30日 - 遠鉄スポーツクラブ「エスポ」完成（鉄骨造2階建 同4.12オープン）
- 1992年2月29日 - 「エスポ」が厚生省「健康増進施設」として認定される
- 1994年6月14日 - 遠鉄スポーツクラブ「エスポII」完成（鉄骨造3階建 同6.15オープン）
- 2001年6月29日 - (株)スポーツプラザ袋井を系列下に収める
- 2002年10月1日 - (株)スポーツプラザ袋井を合併
- 2003年8月20日 - 「エスポⅠ」増築リニューアルオープン
- 2005年5月20日 - 「エスポII」リニューアルオープン
- 2007年3月1日 - 「エスポII」増築オープン
- 2009年7月20日 - 学童保育「エスポキッズ」オープン
- 2012年2月1日 - 株式会社遠鉄自動車学校からスポーツクラブ事業を分割し、遠州鉄道株式会社が吸収する
- 2018年10月1日 - 遠州鉄道株式会社から遠鉄アシスト株式会社へスポーツクラブ事業を移管する
- 2025年4月1日 - 遠鉄アシスト株式会社のスポーツクラブ事業を吸収分割により遠州鉄道株式会社が承継する